# Ава (Токусіма)

А́ва (яп. 阿波市, あわし, МФА: [awa ɕi̥]?) — місто в Японії, в префектурі Токусіма. Розташоване в північній частині префектури.    Отримало статус міста 2005 року. Площа становить 190,97 км². Станом на 1 серпня 2012 року населення складало 38 414  осіб, густота населення — 201 осіб/км².  Основою економіки є сільське господарство, скотарство, вирощування парчевих коропів.   